# Excavarus taiwanus
Excavarus taiwanus är en stekelart som beskrevs av Gupta 1994. Excavarus taiwanus ingår i släktet Excavarus och familjen brokparasitsteklar. Inga underarter finns listade i Catalogue of Life.